# HMS Odin (N84)
| «Одін» (N84)                                                          | «Одін» (N84)                                                                                             | «Одін» (N84)                                                                                             |
| --------------------------------------------------------------------- | --- | --- |
| HMS Odin (N84)                                                        | | |
|                                                                       | | |
| Британський підводний човен «Одін» неподалік від Гонконга. 1930-ті    | | |
| Верф                                                                  | Chatham Dockyard, Чатем                                                                                  | Chatham Dockyard, Чатем                                                                                  |
| Під прапором                                                          | Велика Британія                                                                                          | Велика Британія                                                                                          |
| Належність                                                            | Військово-морські сили Великої Британії                                                                  | Військово-морські сили Великої Британії                                                                  |
| Порт приписки                                                         | Портсмут, Александрія, Гонконг                                                                           | Портсмут, Александрія, Гонконг                                                                           |
| На честь                                                              | Одіна — верховного бога пізньої германської та скандинавської міфології                                  | Одіна — верховного бога пізньої германської та скандинавської міфології                                  |
| Замовлення                                                            | 30 листопада 1926                                                                                        | 30 листопада 1926                                                                                        |
| Закладений                                                            | 23 липня 1927                                                                                            | 23 липня 1927                                                                                            |
| Спуск на воду                                                         | 5 травня 1928                                                                                            | 5 травня 1928                                                                                            |
| Введений до складу флоту                                              | 21 грудня 1929                                                                                           | 21 грудня 1929                                                                                           |
| На службі                                                             | 1929–1940                                                                                                | 1929–1940                                                                                                |
| Загибель                                                              | 14 червня 1940 року потоплений італійськими есмінцями «Страле» та «Балено» у затоці Таранто              | 14 червня 1940 року потоплений італійськими есмінцями «Страле» та «Балено» у затоці Таранто              |
| Бойовий досвід                                                        | Друга світова війна Битва на Середземному морі                                                           | Друга світова війна Битва на Середземному морі                                                           |
| Проєкт                                                                | | |
| Класифікація ПЧ                                                       | океанський дизель-електричний підводний човен                                                            | океанський дизель-електричний підводний човен                                                            |
| Тип ПЧ                                                                | Підводний човен типу «Одін»                                                                              | Підводний човен типу «Одін»                                                                              |
| Основні характеристики                                                | | |
| Швидкість (надводна)                                                  | 17,5 вузла (32,4 км/год)                                                                                 | 17,5 вузла (32,4 км/год)                                                                                 |
| Швидкість (підводна)                                                  | 9 вузлів (17 км/год)                                                                                     | 9 вузлів (17 км/год)                                                                                     |
| Дальність плавання                                                    | 8400 миль (15 600 км) на швидкості 10 вузлів (надводна) 70 миль (130 км) на швидкості 4 вузли (підводна) | 8400 миль (15 600 км) на швидкості 10 вузлів (надводна) 70 миль (130 км) на швидкості 4 вузли (підводна) |
| Екіпаж                                                                | 53—55 офіцерів та матросів                                                                               | 53—55 офіцерів та матросів                                                                               |
| Розміри                                                               | | |
| Довжина найбільша (по КВЛ)                                            | 86,41 м                                                                                                  | 86,41 м                                                                                                  |
| Ширина корпусу найб.                                                  | 9,1 м | 9,1 м |
| Середня осадка (по КВЛ)                                               | 4,04 м                                                                                                   | 4,04 м                                                                                                   |
| Водотоннажність надводна                                              | 1 810 тонн                                                                                               | 1 810 тонн                                                                                               |
| Водотоннажність підводна                                              | 2 060 тонн                                                                                               | 2 060 тонн                                                                                               |
| Силова установка                                                      | | |
| Дизель-електрична: 2 × дизельних двигуни Admiralty 2 × електродвигуни | | |
| Гвинти                                                                | 2 | 2 |
| Потужність                                                            | 4600 к.с. (дизель) 350 к. с. (електродвигун)                                                             | 4600 к.с. (дизель) 350 к. с. (електродвигун)                                                             |
| Озброєння                                                             | | |
| Артилерія                                                             | 1 × 102-мм гармата QF 4 inch Mk XII                                                                      | 1 × 102-мм гармата QF 4 inch Mk XII                                                                      |
| Торпедно- мінне озброєння                                             | 8 × 533-мм торпедних апаратів 16 торпед                                                                  | 8 × 533-мм торпедних апаратів 16 торпед                                                                  |
| ППО                                                                   | 2 кулемети Lewis                                                                                         | 2 кулемети Lewis                                                                                         |
| Електроніка                                                           | ASDIC | ASDIC |

«Одін» (N84) (англ. HMS Odin (N84) — військовий корабель, підводний човен, головний у своєму типі, Королівського ВМФ Великої Британії часів Другої світової війни.
Підводний човен брав обмежену участь у Другій світовій війні, здійснивши чотири бойових походи в Тихому та Індійському океанах.

## Історія створення
Підводний човен «Одін» був закладений 23 липня 1927 року на верфі компанії Chatham Dockyard у Чатемі. 5 травня 1928 року він був спущений на воду, а 21 грудня 1929 року увійшов до складу Королівського ВМФ Великої Британії.

## Історія служби
У 1929—1930 роках «Одін» служив у складі 5-ї флотилії в Портсмуті, у 1930—1939 роках — у складі 4-ї флотилії в Гонконзі, у 1939—1940 роках — у складі 8-ї флотилії в Коломбо на Цейлоні та у 1940 році — у складі 1-ї флотилії в Александрії в Єгипті.
13 червня «Одін» атакував італійські крейсери «Горіція» та «Фіуме», але торпеди пройшли повз кораблі. 14 червня 1940 року «Одін» був атакований глибинними бомбами, протаранений на поверхні італійським есмінцем «Страле» та обстріляний «Балено», в результаті чого британський човен затонув у затоці Таранто.